# Campeonato Sudamericano de Clubes Campeones 1981
El Campeonato Sudamericano de Clubes Campeones 1981 fue la decimonovena edición de lo que era el torneo más importante de clubes de baloncesto en Sudamérica. Participaron 9 equipos de ocho países sudamericanos: Argentina, Bolivia, Brasil, Colombia, Paraguay, Perú, Uruguay y Venezuela.
Fue realizado en las ciudades paraguayas de Asunción y Encarnación.
El título de esta edición fue ganado por el Ferro Carril Oeste (Argentina).

## Equipos participantes
| País             | Equipo                        | Vía de clasificación                                                                         |
| ---------------- | ----------------------------- | -------------------------------------------------------------------------------------------- |
| Argentina 1 cupo | Club Ferro Carril Oeste       | Campeón del Campeonato Metropolitano 1980                                                    |
| Bolivia 1 cupo   | UNPAYU                        | Campeón de la Liga Boliviana de Básquet 1980                                                 |
| Brasil 2 cupos   | Tenis Clube São José Francana | Campeón de la Taça Brasil de Básquetbol 1981 Subcampeón de la Taça Brasil de Básquetbol 1981 |
| Colombia 1 cupo  | Lotería de Cúcuta             | Campeón de la División Mayor del Baloncesto 1980                                             |
| Paraguay 1 cupo  | Olimpia                       | Campeón de la Liga de Baloncesto Metropolitana 1980                                          |
| Perú 1 cupo      | Alianza Lima                  | Campeón de la Liga Peruana de Baloncesto 1980                                                |
| Uruguay 1 cupo   | Defensor Sporting             | Campeón del Campeonato Federal 1980                                                          |
| Venezuela 1 cupo | Guaiqueríes                   | Campeón de la Superliga Profesional de Baloncesto 1980                                       |

## Fase de grupos

### Grupo A
| Equipo                                                 |
| ------------------------------------------------------ |
| Ferro Carril Oeste (Clasificado a Grupo de Campeonato) |
| Francana (Clasificado a Grupo de Campeonato)           |
| Defensor Sporting                                      |
| UNPAYU                                                 |

### Grupo B
| Equipo                                                   |
| -------------------------------------------------------- |
| Tenis Clube São José (Clasificado a Grupo de Campeonato) |
| Lotería de Cúcuta (Clasificado a Grupo de Campeonato)    |
| Alianza Lima                                             |
| Guaiqueríes                                              |

## Fase Final

### Grupo de Consuelo
| Equipo                                    |
| ----------------------------------------- |
| Alianza Lima (Campeón del Grupo Consuelo) |
| Defensor Sporting                         |
| UNPAYU                                    |
| Guaiqueríes                               |

### Grupo de Campeonato
| Equipo                                    |
| ----------------------------------------- |
| Ferro Carril Oeste (Campeón Sudamericano) |
| Tenis Clube São José                      |
| Francana                                  |
| Lotería de Cúcuta                         |
| Olimpia                                   |